# Port lotniczy Jose Aponte de la Torre
Port lotniczy Jose Aponte de la Torre – port lotniczy, zlokalizowany w portorykańskim mieście Ceiba.